# Präludium und Fuge gis-Moll BWV 863 (Das Wohltemperierte Klavier, I. Teil)
Präludium und Fuge gis-Moll, BWV 863, bilden ein Werkpaar im 1. Teil des Wohltemperierten Klaviers, einer Sammlung von Präludien und Fugen für Tasteninstrumente von Johann Sebastian Bach.

## Frühfassungen
Sowohl in der wichtigsten Quelle zur frühesten Fassung des ersten Teils des Wohltemperierten Klaviers als auch im Autograph fehlt mehrfach ein ♯ vor eis. Dies wird als Hinweis auf eine ursprüngliche Dorische Notierung gewertet, bei der in der Generalvorzeichnung von ♭-Tonarten ein Versetzungszeichen zu wenig notiert wird. Es habe sich also in einer ersten, nicht überlieferten Fassung um eine Komposition in g-moll gehandelt, die Bach nur durch die Änderung der Generalvorzeichnung und gelegentliche Korrekturen im Verlauf des Notentextes in eine Komposition in gis-moll umgewandelt habe. In dorisch notiertem g-moll muss die häufig notwendig werdende Erhöhung des es zu e nicht eigens notiert werden; bei der Umwandlung nach gis-moll dagegen muss konsequent ein ♯ notiert werden, wenn eis gefordert wird, was leicht übersehen werden kann.
Darüber hinaus unterscheidet sich die späteste Fassung nicht wesentlich von der überlieferten frühesten. Einzelne melodische Weiterentwicklungen, die die Substanz des Stücks aber nicht betreffen, gibt es im Präludium, „was im Blick auf seine Kürze zu der Frage verleitet, ob Bach auf eine Erweiterung nach Art der ersten Präludien hier angesichts der motivischen Dichte des Satzes bewußt verzichtet oder vielmehr seine Revisionsarbeit abgebrochen hatte, ehe er an dieses Präludium gelangt war“.

## Präludium
Das Präludium ist eine dreistimmige Sinfonia im Stile von Bachs Inventionen und Sinfonien, wobei das Hauptmotiv ganztaktig in der Oberstimme eingeführt wird. Es beherrscht das ganze Stück, wird oft auf die erste Takthälfte reduziert und erscheint ab Takt 10 auch in Umkehrung. Schon in Takt 4 wird die Tonart H-Dur erreicht. Die nächsten Themeneinsätze in Takt 5 und 6 markieren den Beginn eines unablässigen und unauffälligen Modulierens. Der Ausdruck wird wesentlich durch den verminderten Septakkord geprägt, der öfters in betonter Stellung erklingt. Die siebentaktige Linie des Basses ab Takt 18 verdient ebenso viel Aufmerksamkeit wie das gleichzeitige Duettieren der beiden Oberstimmen.

## Fuge
Der Themenkopf ist ein Zitat des Liedbeginns Christ lag in Todesbanden, wobei sich, ähnlich wie in der cis-moll-Fuge des 1. Teils, der Ambitus zunächst auf die verminderte Quarte zwischen Leitton und Terz beschränkt. In der Folge wird der tonale Grundton mit einem aufsteigenden Tritonus zum Leitton der V. Stufe verlassen, die dann mit Tonwiederholungen als neue Tonika bestätigt wird, so dass das Thema als Ganzes in die Dominante moduliert.
Die vierstimmige gis-moll-Fuge enthält 41 Takte und verzichtet völlig auf „gelehrte“ kontrapunktische Künste wie Augmentationen oder Umkehrungen. Sie enthält jedoch zwei obligate Kontrapunkte und einige Zwischenspiele, deren Motivmaterial unter anderem aus den erwähnten Tonwiederholungen besteht, die insgesamt 22 Mal auftreten und sich somit gleichsam verselbständigen. Zum Charakter des Themas, Bachs einziges Beispiel mit einem aufsteigenden Tritonus, gibt es verschiedene Auffassungen. Hermann Keller hält den Abschluss für „etwas selbstgefällig“, Peter Benary spricht von „Prägung im Sinne schmerzlichen Ernstes“.